# Dmitrij Bułankin
Dmitrij Aleksandrowicz Bułankin, ros. Дмитрий Александрович Буланкин (ur. 8 sierpnia 1978 w Penzie) – rosyjski żużlowiec, występujący na torach lodowych.

## Życiorys
Złoty medalista indywidualnych mistrzostw świata (2004). Złoty medalista drużynowych mistrzostw świata (2010). Złoty medalista indywidualnych mistrzostw Europy (2009). Dwukrotny medalista indywidualnych mistrzostw Rosji: złoty (2006) oraz brązowy (2010). Sześciokrotny złoty medalista drużynowych mistrzostw Rosji (2004, 2005, 2006, 2007, 2008, 2009).